# Heinrich II. (Ebrach)
Heinrich II. († 6. Mai 1349 in Ebrach) war von 1344 bis 1349 Abt des Zisterzienserklosters Ebrach.

## Leben
Über das Leben von Abt Heinrich II. ist nur wenig bekannt. Er wurde in der zweiten Hälfte des 13. oder in der ersten Hälfte des 14. Jahrhunderts geboren. Der genaue Geburtsort ist unbekannt, ein Dorf in Franken ist jedoch wahrscheinlich, da Heinrich früh in das Steigerwaldkloster Ebrach eintrat. Die Eltern des späteren Abtes werden in den Quellen nicht erwähnt, auch etwaige Geschwister sind unbekannt.  
Nach dem Tod des Abtes Albert von Anfeld im Jahr 1344 wählten die Mönche Heinrich zum achtzehnten Abt von Ebrach, er nahm den Namen Heinrich II. an. Der neue Prälat begann schnell den Besitz des Klosters zu vermehren. So erwarb er mehrere Güter für die Abtei. Fünf Jahre nach seiner Wahl zum Abt starb Heinrich II. am 6. Mai 1349. Einige Tage später wurde er in der Klosterkirche in Ebrach beigesetzt.